# Монтефорте-Чиленто
Монтефорте-Чиленто (итал. Monteforte Cilento) — коммуна в Италии, располагается в регионе Кампания, в провинции Салерно.
Население составляет 624 человека (2008 г.), плотность населения составляет 28 чел./км². Занимает площадь 22 км². Почтовый индекс — 84060. Телефонный код — 0974.
Покровителем коммуны почитается святой Донат из Ареццо, празднование 7 августа.

## Демография
Динамика населения:

## Администрация коммуны
- Официальный сайт: https://web.archive.org/web/20080415010325/http://montefortecilento.asmenet.it/